# Terricola brachycercus
Microtus (Terricola) brachycercus (норик калабрійський) — вид гризунів родини Хом'якові (Cricetidae).

## Поширення
Цей вид відомий з південної Італії, калабрійського півострова. Генетичні дані також показують, що вид зустрічається в регіоні Абруццо в центральній Італії. Межі розповсюдження Microtus savii і М. brachycercus вимагають уточнення. Він знаходиться в більшості наземних типів середовищ існування, за винятком високих гір, густих лісів і деяких дуже піщаних, кам'янистих або вологих місць. 

## Загрози та охорона
Серйозні загрози не відомі. Зустрічається в природоохоронних районах.

## Ресурси Інтернету
- Amori, G. 2008. Microtus brachycercus [Архівовано 11 листопада 2012 у Wayback Machine.]

| Панда | Це незавершена стаття з теріології. Ви можете допомогти проєкту, виправивши або дописавши її. |